# Maliq Sadushi
Maliq Sadushi (ur. 2 lutego 1928 w Vajzë, zm. 2010) – albański wojskowy i polityk, deputowany do Zgromadzenia Ludowego, w latach 1974–1982 wiceminister obrony, odznaczony licznymi albańskimi odznaczeniami.

## Życiorys
Ukończył szkołę podstawową w rodzinnej wsi, następnie od 11. roku życia podejmował się prac. W 1942 roku dołączył do komunistycznej grupy młodzieżowej w Kudhës, a w następnym roku dołączył do Armii Narodowo-Wyzwoleńczej oraz został członkiem Komunistycznej Partii Albanii. Po II wojnie światowej pełnił funkcję szefa sekcji bezpieczeństwa armii w Sztabie Generalnym Albańskich Sił Zbrojnych.
W latach 1958–1961 studiował w Akademii Wojskowej im. Michaiła Frunzego. Po powrocie do Albanii dowodził brygadami w Laçu i w Kukësie, w latach 1973–1974 wykładał w Akademii Wojskowej im. Mehmeta Shehu.
Od 1974 do października 1982 roku pełnił funkcję wiceministra obrony, jednak został odwołany z tej funkcji. Zasiadał w Zgromadzeniu Ludowym w wyniku wyborów parlamentarnych z lat 1974 i 1978, był członkiem parlamentarnego prezydium.
Zmarł w 2010 roku.

## Życie prywatne
Jego ojciec oraz dziadek uczestniczyli w 1920 roku w bitwie o Wlorę.
W 1930 roku zmarła jego matka, natomiast ojciec zmarł dwa lata później.